# Aéroport international de Cozumel
Pour les articles homonymes, voir CZM.
L'aéroport international de Cozumel (code IATA : CZM • code OACI : MMCZ • code DGAC M. : CZM) est un aéroport international de l'île de Cozumel, Quintana Roo, situé sur la côte caraïbe près de Cancún, au Mexique. Il gère le trafic aérien national et international pour la ville de San Miguel, sur l’île de Cozumel et des centaines de milliers de touristes toute l'année. L'aéroport dispose de deux pistes équipées des systèmes d'atterrissage aux instruments (ILS). 
Comme pour les neuf autres aéroports du sud-est mexicain, l'aéroport international de Cozumel est exploité par le groupe aéroportuaire "Grupo Aeroportuario del Sureste" (ASUR). 
En 2003, le terminal a été rénové et agrandi. L'aéroport est équipé de six portes d'embarquement. 
En 2017, l'aéroport a accueilli 541 598 passagers et en 2018, 579 719 passagers.

## Situation
| \| 500 km1:6 468 000 \| Acapulco Aguascalientes Huatulco Campeche Cancún Chetumal Chihuahua Ciudad · del Carmen Ciudad Juárez Ciudad · Obregón Ciudad · Victoria Colima Cozumel Culiacán Guanajuato Durango Guadalajara Hermosillo Ixtapa · Zihuatanejo La Paz San José · del Cabo Los Mochis Matamoros Mazatlán Mérida Mexicali Mexico B.J. Mexico F.A. Minatitlán Monterrey Morelia Nuevo · Laredo Oaxaca Playa · de Oro Puebla Puerto · Escondido Puerto · Vallarta Querétaro Reynosa San Luis · Potosí Tampico Tapachula Tepic Tijuana Toluca Torreón Tuxtla Gutiérrez Uruapan Veracruz Villahermosa Zacatecas |
| 500 km1:6 468 000 |

## Compagnies aériennes et destinations
| Compagnies           | Destinations                                                               |
| -------------------- | -------------------------------------------------------------------------- |
| Air Canada Rouge     | Montréal (P.-E.-Trudeau) En saison : Toronto (Pearson)                     |
| Air Transat          | En saison : Montréal (P.-E.-Trudeau), Toronto (Pearson)                    |
| American Airlines    | Charlotte-Douglas, Dallas-Fort Worth En saison : Chicago-O'Hare            |
| American Eagle       | Miami                                                                      |
| Delta Air Lines      | Atlanta H.-Jackson En saison : Détroit, Minneapolis-Saint-Paul             |
| Interjet             | Mexico-B. Juárez                                                           |
| Magni                | En saison : Mexico-B. Juárez, Monterrey-M. Escobedo                        |
| MAYAir               | Cancún, Mérida C. Rejón                                                    |
| Southwest Airlines   | En saison: Denver                                                          |
| Sun Country Airlines | En saison : Dallas-Fort Worth, Minneapolis-Saint-Paul                      |
| Sunwing Airlines     | En saison : Montréal (P.-E.-Trudeau), Toronto (Pearson)                    |
| United Airlines      | Houston-George Bush En saison : Chicago-O'Hare, Denver, Newark-Liberty     |
| Volaris              | Guadalajara-M. Hidalgo y Costilla, Mexico-B. Juárez, Monterrey-M. Escobedo |
| WestJet              | En saison : Toronto (Pearson)                                              |

Édité le 20/06/2019

## Itinéraires les plus fréquentés
Pour des raisons techniques, il est temporairement impossible d'afficher le graphique qui aurait dû être présenté ici.

Voir la requête brute et les sources sur Wikidata.

### Zoom sur l'impact du covid de 2019-2020
Pour des raisons techniques, il est temporairement impossible d'afficher le graphique qui aurait dû être présenté ici.

Voir la requête brute et les sources sur Wikidata.
| Rang | Ville                                 | Passagers | Classement | Compagnie aérienne                                        |
| ---- | ------------------------------------- | --------- | ---------- | --------------------------------------------------------- |
| 1    | États-Unis , Dallas / Fort Worth      | 53 836    | Stable     | American Airlines, Sun Country Airlines, Vacation Express |
| 2    | États-Unis , Atlanta                  | 39 468    | Stable     | Delta Airlines                                            |
| 3    | États-Unis , Houston-Intercontinental | 28 028    | Stable     | United Airlines                                           |
| 4    | États-Unis , Miami                    | 19 049    | Stable     | Aigle américain                                           |
| 5    | Canada , Toronto                      | 12 603    | Stable     | Air Canada Rouge, Air Transat, Sunwing Airlines, WestJet  |
| 6    | États-Unis , Minneapolis              | 12 047    | Stable     | Lignes aériennes Delta, Sun Country Airlines              |
| 7    | Canada , Montréal                     | 10 568    | Stable     | Air Canada Rouge, Air Transat, Sunwing Airlines           |
| 8    | États-Unis , Charlotte                | 7 385     | Stable     | American Airlines                                         |
| 9    | États-Unis , Chicago-O'Hare           | 5603      | Stable     | American Airlines, United Airlines, Vacation Express      |
| 10   | États-Unis , Denver                   | 2348      | 2          | United Airlines                                           |

## Voir également
- Liste des aéroports les plus fréquentés au Mexique